# Viettesia bimaculosa
Viettesia bimaculosa är en fjärilsart som beskrevs av De Toulgoët 1959. Viettesia bimaculosa ingår i släktet Viettesia och familjen björnspinnare. Inga underarter finns listade i Catalogue of Life.